# Encruzado
Encruzado é uma casta portuguesa de uva branca cultivada sobretudo no DOC Dão. Usada sobretudo em lotes com outras castas, actualmente tem sido utilizada também em vinhos varietais com sucesso. 